# Lycozoarces regani
Lycozoarces regani är en fiskart som beskrevs av Popov, 1933. Lycozoarces regani ingår i släktet Lycozoarces och familjen tånglakefiskar. Inga underarter finns listade i Catalogue of Life.